# Cantaing-sur-Escaut

Cantaing-sur-Escaut este o comună în departamentul Nord, Franța. În 1 ianuarie 2022 avea o populație de 408 de locuitori.